# Liste der Friedhöfe in Hamburg
Die folgenden Tabellen zeigen sämtliche bekannten Friedhöfe der Freien und Hansestadt Hamburg, sortiert nach Stadtteilen, sowie die dazugehörigen Friedhöfe der Landeskirchen Nordelbien und Hannover in der Stadtregion Hamburg.
Die Liste ist noch nicht vollständig (Stand: August 2014).
Die Spalte Kriegsgräber enthält Links auf weiterführende Artikel oder die folgenden Abkürzungen: DK für den Deutschen Krieg von 1866, DFK für den Deutsch-Französischen Krieg (1870/71), 1. WK und 2. WK für den Ersten und Zweiten Weltkrieg. In Hamburg gibt es 35 Friedhöfe mit Kriegsgräberstätten. Dort ruhen 62.000 Kriegstote aus den beiden Weltkriegen.

## Friedhöfe, die noch belegt werden
Friedhöfe, deren Trägerschaft städtisch oder konfessionell (evangelisch, katholisch, evangelisch-freikirchlich usw.) ist.
| Friedhof                                                    | Lage                                                                                    | Eröffnung            | Größe          | Kapelle u. a.                                                          | Kriegsgräber | Bemerkungen | Internetseite           |
| ----------------------------------------------------------- | --------------------------------------------------------------------------------------- | -------------------- | -------------- | ---------------------------------------------------------------------- | --- | --- | ----------------------- |
| Friedhof Allermöhe-Reitbrook                                | Allermöher Deich 99 Allermöhe 53° 28′ 58″ N, 10° 7′ 40,3″ O                             | 12. Jh. (vermutlich) | 1,4 ha 1,12 ha | Dreieinigkeitskirche                                                   | ja (2. WK): Soldatengräber | dörflich angelegter Friedhof der Ev.-Luth. Kirchengemeinde Moorfleet-Allermöhe-Reitbrook um die Kirche und Erweiterung im Norden. Etwa 1000 Grabstellen. Erhaltene Grüfte und Grabplatten auf dem Kirchhof. Grabplatten von Kirchenbeerdigungen in der Kirche. Denkmal DFK mit Friedenseiche und Denkmal 1. und 2. WK. Kulturdenkmal. | ja                      |
| Friedhof Altengamme                                         | Kirchenstegel 1 Altengamme 53° 25′ 46,3″ N, 10° 16′ 10,4″ O                             | um 1300 1247         | 1 ha           | St. Nicolai                                                            | ? | dörflich angelegter Friedhof der Ev.-Luth. Kirchengemeinde St. Nicolai zu Altengamme um die Kirche und neuerem Teil nördlich der Wettern. Etwa 1700 Grabstellen. 2 Gruftplatten des 17. Jh. Denkmale DK, DFK, 1. und 2. WK. Kulturdenkmal. | ja                      |
| Friedhof Altona                                             | Stadionstraße 5 Bahrenfeld 53° 35′ 11,5″ N, 9° 53′ 19″ O                                | 1923                 | 63 ha          | Kapelle 1926/27                                                        | ja (2. WK): Ehrenfriedhof für Bombenopfer, Soldaten, KZ-Opfer: Kriegsgräberstätte Altona                                                                      | großer, als Hauptfriedhof der Stadt Altona angelegter Park-/Rasenfriedhof mit 30.000 Grabstellen. Träger: Bezirksamt Altona. Besondere Begräbnisstätten: Sinti- und Roma-Gräber, HSV-Grabstätten und Baumgräber. 2 Denkmale 1. WK. Kulturdenkmal. | ja                      |
| Friedhof Bornkamp                                           | Ruhrstraße 103 Bahrenfeld 53° 34′ 10″ N, 9° 55′ 16″ O                                   | 1880                 | 10 ha          | Kapelle (um 1900)                                                      | nein | geometrisch angelegter Friedhof der Evangelischen Friedhöfe Altona (Ev.-luth. Kirchengemeindeverband), der eher wenige älteren Grabmale (vor 1930) aufweist. Museumsbereich in der Nähe der Kapelle. Schließung der Friedhofsanlage avisiert seit 2012. Kulturdenkmal | ja                      |
| Friedhof Diebsteich                                         | Am Diebsteich 4 Bahrenfeld 53° 34′ 14″ N, 9° 55′ 51″ O                                  | 1868                 | 12 ha          | Kapelle 1920er                                                         | ja | geometrisch angelegter Friedhof mit wenigen älteren Grabmalen (vor 1930); Begräbnisplatz der Evangelischen Friedhöfe Altona (Ev.-luth. Kirchengemeindeverband), der für alle weiteren Konfessionen offen zugänglich ist; insbesondere auch katholische und Bestattungen der Sinti und Roma. Am südlichen Rand stehen ein paar ältere große Grabmale. Vereinzelt finden sich auf dem Gelände figürliche Grabmale. Ehrengrabstätte Stuhlmann (1872) ist Kulturdenkmal. | ja                      |
| Friedhof Groß Flottbek                                      | Stiller Weg 28 Bahrenfeld 53° 34′ 26,3″ N, 9° 52′ 15″ O                                 | 1909                 | 8,4 ha         | eine Kapelle                                                           | ? | evangelischer, geometrisch angelegter Friedhof, der aber auch über üppigen Baumbestand verfügt. | ja                      |
| Friedhof Holstenkamp                                        | Holstenkamp 91 Bahrenfeld 53° 34′ 13″ N, 9° 54′ 44″ O                                   | 1889                 | 9,9 ha         | Kapelle                                                                | nein | Bis 1974 wurde der Begräbnisplatz auch Ottenser Friedhof in Bahrenfeld genannt; geometrisch angelegter, Friedhof der Evangelischen Friedhöfe Altona (Ev.-luth. Kirchengemeindeverband) mit eher wenigen älteren Grabmalen (vor 1930). Waldteil mit alten Familiengrabstätten und Teich. Kulturdenkmal | ja                      |
| Mennonitenfriedhof                                          | Holstenkamp 80–82 Bahrenfeld 53° 34′ 18″ N, 9° 54′ 59″ O                                | 1873                 | 0,69 ha        | keine kriegszerstört                                                   | nein | Friedhof der Evangelischen Mennonitengemeinde zu Hamburg und Altona. Etwa 1100 Grabstellen. Beisetzung auch für andere Konfession offen. Sehenswert ist die 1937 eröffnete Anlage des alten Mennonitenfriedhofes (Kulturdenkmal) mit den auch einzeln denkmalgeschützten Grabplatten aus dem 17. bis 19. Jahrhundert. Bei zwei älteren Grabsteinen sind noch viele Einschlaglöcher zu sehen, die durch einen Granateneinschlag im Zweiten Weltkrieg entstanden sind. | ja                      |
| Russisch-orthodoxer Friedhof Bahrenfeld                     | Holstenkamp 89 Bahrenfeld 53° 34′ 16,9″ N, 9° 54′ 48,4″ O                               | 2013/2014            | 4,5 ha         | eine Kapelle (traditionelle Holzblockbauweise der Ostkirche)           | Trägerschaft: Hamburger Filialgemeinde des Moskauer Patriarchat                                                                                               | russisch-orthodox |                         |
| Neuer Friedhof Bergedorf und Islamischer Friedhof Bergedorf | August-Bebel-Str. 200 Bergedorf 53° 28′ 43,9″ N, 10° 14′ 54″ O                          | 1907                 | 69 ha          | zwei Kapellen, muslimische Wasch- und Feierhalle                       | ja (2. WK): Deutsche Kriegsgräberstätte Hamburg-Bergedorf, Sowjetische Kriegsgräberstätte Hamburg-Bergedorf                                                   | städtisch; liegt zum Teil außerhalb der Hamburger Landesgrenze auf schleswig-holsteinischem Gebiet, separates muslimisches Friedhofsareal (Islamischer Friedhof Bergedorf) | ja (pdf; 1,2 MB) (PDF)  |
| Friedhof Bergstedt                                          | Volksdorfer Damm 261 Bergstedt 53° 40′ 10,6″ N, 10° 7′ 44″ O                            | 1868                 | 15 ha          | eine Kapelle                                                           | ja, vier Grabstätten | evangelisch | ja, inkl. Friedhofsplan |
| Friedhof Öjendorf                                           | Manshardtstr. 200 Billstedt (OT Öjendorf) 53° 33′ 22,2″ N, 10° 7′ 39″ O                 | 1955                 | 98,7 ha        | Krematorium, Festhallen                                                | ja (2. WK): Italienische Kriegsgräberstätte Hamburg-Öjendorf                                                                                                  | städtischer, überkonfessioneller Rasenfriedhof mit einem aktiven Krematorium für die Stadtregion Hamburg | ja                      |
| Friedhof Schiffbek                                          | Schiffbeker Weg 144 Billstedt (OT Schiffbek) 53° 33′ 9,2″ N, 10° 6′ 53,8″ O             | 1927                 | 8 ha           | eine Kapelle                                                           | ? | evangelisch | ja                      |
| Alter Friedhof Steinbek                                     | Steinbeker Berg Billstedt (OT Kirchsteinbek) 53° 31′ 50,2″ N, 10° 7′ 41,5″ O            | 1239                 | 0,5 ha         |                                                                        | nein | erstreckt sich rund um die Steinbeker Kirche | ja                      |
| Neuer Friedhof Steinbek                                     | Brockhausweg 9 Billstedt (OT Kirchsteinbek) 53° 31′ 58,7″ N, 10° 7′ 26,2″ O             | 1874                 | 4,0 ha         | eine Kapelle                                                           | ja (2. WK) | | ja                      |
| Friedhof Billwerder                                         | Billwerder Billdeich 138 Billwerder 53° 30′ 48,4″ N, 10° 7′ 34,5″ O                     | 13. Jh.              | 0,9 ha         | Kirche St. Nikolai                                                     | ? | dörflich angelegter, evangelischer Friedhof. | nein                    |
| Friedhof Bramfeld                                           | Berner Chaussee 50–56 Bramfeld 53° 37′ 1,3″ N, 10° 5′ 18″ O                             | 1909                 | ≈3,5 ha        | eine Kapelle                                                           | nein | evangelisch | ja                      |
| Alter Friedhof Curslack                                     | Curslacker Deich 142 Curslack 53° 26′ 57″ N, 10° 13′ 40,3″ O                            | 1306                 | 0,5 ha         | Kirche St. Johannis                                                    | ? | dörflich angelegter, evangelischer Friedhof. | nein                    |
| Neuer Friedhof Curslack                                     | Grashofweg Curslack 53° 27′ 17,5″ N, 10° 13′ 47,5″ O                                    | 1912                 | 0,4 ha         | nein                                                                   | ? | evangelisch | nein                    |
| Eidelstedter Friedhof                                       | Eidelstedter Dorfstraße 19 Eidelstedt 53° 36′ 33″ N, 9° 54′ 38″ O                       | 1906                 | 4 ha           | Elisabethkirche                                                        | ja | evangelisch | ja                      |
| Neuer Friedhof Harburg                                      | Bremer Straße 236 Eißendorf 53° 26′ 48,5″ N, 9° 57′ 11″ O                               | 1892                 | 31 ha          | eine Kapelle                                                           | ja (1./2. WK): An mehreren Stellen des Friedhofs, mehrere Nationen, Kapp-Putsch, Bombenopfer                                                                  | evangelisch, Landschaftsfriedhof auf hügeligem Gelände | nein                    |
| Lüneburger Friedhof Finkenwerder                            | Süderkirchenweg Finkenwerder 53° 31′ 36,1″ N, 9° 51′ 56,2″ O                            | vermutlich 15. Jh.   | 0,2 ha         | Kapelle                                                                | nein | evangelisch | nein                    |
| Neuer Friedhof Finkenwerder                                 | Finkenwerder Landscheideweg Finkenwerder 53° 31′ 41,8″ N, 9° 52′ 32,8″ O                | 1950                 | 5 ha           | Kapelle                                                                | nein | städtisch | nein                    |
| Heidefriedhof Neugraben (Siedlung Waldfrieden/ Neugraben)   | Falkenbergsweg 155 Hausbruch 53° 26′ 54,6″ N, 9° 52′ 16″ O                              | 1954                 | 15 ha          | eine Kapelle                                                           | nein | Träger: Bezirksamt Harburg. Friedhof östlich vom Falkenbergsweg (=Stadtteilgrenze zu Neugraben) auf Hausbrucher Gebiet. Eingebettet in die hügelige Landschaft der Neugrabener Heide. | nein                    |
| Alter Friedhof Kirchwerder von 1586                         | Kirchenheerweg Kirchwerder 53° 25′ 8,2″ N, 10° 11′ 58,5″ O                              | 1586                 | ?              | St. Severini                                                           | ? | Hölzerner Glockenturm, 84 Grabplatten aus dem 16. bis 18. Jahrhundert. | nein                    |
| Friedhof Moorburg                                           | Nehusweg Moorburg 53° 29′ 20″ N, 9° 56′ 24″ O                                           | 1674                 | 0,8 ha         | St.-Maria-Magdalena                                                    | ja (1. und 2. WK) | evangelisch | ja                      |
| Friedhof Moorfleet                                          | Moorfleeter Kirchenweg 64 Moorfleet 53° 30′ 40,5″ N, 10° 4′ 56,7″ O                     | vermutlich 14. Jh.   | 1,55           | St. Nikolai                                                            | nein | evangelisch; die St. Nikolai-Kirche wird 1331 zum ersten Mal erwähnt. | ja                      |
| Friedhof Neuenfelde                                         | Organistenweg Neuenfelde 53° 31′ 11,6″ N, 9° 48′ 24,7″ O                                | 1899                 | 2,0 ha         | Kirche                                                                 | ? | evangelisch | ja                      |
| Friedhof Neuengamme                                         | Feldstegel 18 Neuengamme 53° 26′ 38,9″ N, 10° 13′ 15,6″ O                               | 15. Jhd.             | 2,0 ha         | St. Johannis                                                           | ? | evangelisch | nein                    |
| Alter Friedhof Neugraben                                    | Neuwiedenthaler Straße (Neumoorstück) Neugraben-Fischbek 53° 28′ 38,1″ N, 9° 52′ 2,1″ O | 1884                 | 0,7 ha         | nein                                                                   | ja, zwei zivile Grabstätten | Träger: Bezirksamt Harburg; nur noch Beisetzungen in Bestandsgräber, keine Vergabe von neuen Gräbern | nein                    |
| Friedhof Fischbek                                           | Scheideholzweg Neugraben-Fischbek 53° 28′ 12,6″ N, 9° 50′ 32,5″ O                       | um 1900              | 2,4 ha         | eine Kapelle                                                           | ja (2. WK): Bombenopfer und Opfer von Krieg und Gewaltherrschaft                                                                                              | städtisch | nein                    |
| Alter Niendorfer Friedhof                                   | Kollaustraße 241 Niendorf 53° 36′ 58″ N, 9° 56′ 58″ O                                   | 1840                 | 5 ha           | Kirche am Markt                                                        | nein | Evangelisch; ein Mausoleum und viele größere Familiengrüfte. Grabanlage für Diakonissen. | ja                      |
| Neuer Niendorfer Friedhof                                   | Promenadenstraße 8 Niendorf 53° 37′ 3″ N, 9° 57′ 18″ O                                  | 1903                 | 12,5 ha        | Kapelle                                                                | ja - 95 Kriegsgräber | evangelisch | ja                      |
| Nienstedtener Friedhof                                      | Rupertistraße 37 Nienstedten 53° 33′ 15″ N, 9° 50′ 30,4″ O                              | 1814                 | 9,9 ha         | eine Kapelle                                                           | ja (1. WK) | geometrisch angelegter, evangelischer Friedhof mit drei Mausoleen, Grüften und einigen figürlichen Grabmalen. Außerdem befinden sich auf dem Gelände mehrere Museumsbereiche mit älteren Grabsteinen aus verschiedenen Epochen. | ja Friedhofsplan        |
| Friedhof Ochsenwerder                                       | Alter Kirchdeich Ochsenwerder 53° 28′ 33″ N, 10° 5′ 6″ O                                | 1254                 | 1,7 ha         | St. Pankratius                                                         | ja (1. und 2. WK) | evangelisch | nein                    |
| Friedhof Ohlsdorf                                           | Fuhlsbüttler Straße 756 Ohlsdorf 53° 37′ 27,5″ N, 10° 3′ 29″ O                          | 1877                 | 391 ha         | 12 Kapellen, Krematorium, Abschieds- und Feierhallen, Wasserturm u. a. | ja (1. und 2. WK): britische, deutsche, niederländische, polnische, sowjetische Kriegsgräberstätte sowie Bombenopfer und Opfer von Krieg und Gewaltherrschaft | städtisch, überkonfessionell. Der vermutlich größte Parkfriedhof weltweit, bestehend aus einem älteren Teil aus den 1870er Jahren (etwa 2/5 der ges. Fläche) und einem neueren Teil. Es gibt geometrisch angelegte Areale, Rasenflächen und Bereiche, die von Rhododendren und Bäumen umgeben sind. Hinzu kommen zahlreiche zum Teil recht große Mausoleen. Althamburgischer Gedächtnisfriedhof für verdiente Hamburger.                                             | ja                      |
| Friedhof Bernadottestraße (auch "Moltkefriedhof")           | Bernadottestraße 32 Ottensen 53° 32′ 58,6″ N, 9° 55′ 12,5″ O                            | 1860                 | ≈2,8 ha        | eine Kapelle                                                           | nein | evangelischer, geometrisch angelegter Friedhof. Am westlichen Rand befinden sich einige ältere Familiengrüfte. | ja                      |
| Rahlstedter Friedhof                                        | Am Friedhof 11 Rahlstedt 53° 35′ 33″ N, 10° 9′ 18″ O                                    | 1829                 | 8,6 ha         | eine Kapelle                                                           | ja | evangelisch | ja                      |
| Friedhof Langenbek                                          | Langenbeker Friedhofsweg Sinstorf 53° 25′ 37″ N, 9° 59′ 34″ O                           | 1975                 | 14,4 ha        | eine Kapelle                                                           | nein | Träger: Bezirksamt Harburg. In Sinstorf, hinter der Stadtteilgrenze zu Langenbek gelegen. | nein                    |
| Neuer Friedhof Sinstorf                                     | Sinstorfer Kirchweg 23 Sinstorf 53° 25′ 26,6″ N, 9° 58′ 20,5″ O                         | 1885                 | 2,4 ha         | Kirche & Kapelle                                                       | ja | evangelisch; Familiengrabstätten der Bauernfamilien. | nein                    |
| Domherrenfriedhof St. Marien                                | Am Mariendom, ehem. Danziger Straße 52 A St. Georg 53° 33′ 26″ N, 10° 0′ 52″ O          | 2008                 | 0,1 ha         | nein                                                                   | nein | katholisch | nein                    |
| Stellinger Friedhof                                         | Molkenbuhrstraße 6 Stellingen 53° 35′ 25″ N, 9° 55′ 25,6″ O                             | 1893                 | 7 ha           | Kirche                                                                 | ja 1 (2. WK) | evangelisch | ja                      |
| Friedhof Blankenese                                         | Sülldorfer Kirchenweg 151 Sülldorf 53° 34′ 28,5″ N, 9° 48′ 5″ O                         | 1902                 | 18 ha          | eine Kapelle                                                           | Ja (1. und 2. WK): Soldaten, Verstorbene aus Lazarett Tabea. Bombenopfer Zivilbevölkerung.                                                                    | | ja                      |
| Friedhof Tonndorf                                           | Ahrensburger Straße 188 Tonndorf 53° 35′ 5,2″ N, 10° 6′ 45,1″ O                         | 1880                 | 7,9 ha         | eine Kapelle                                                           | ja (2. WK): Bombenopfer | evangelisch; zwei Mausoleen | ja                      |
| Waldfriedhof Volksdorf                                      | Schmalenremen 55 Volksdorf 53° 40′ 2,3″ N, 10° 9′ 29,4″ O                               | 1950                 | 17 ha          | eine Kapelle                                                           | nein | städtisch | nein                    |
| Alter Friedhof Wandsbek                                     | Kirchhofstraße 14 Wandsbek 53° 34′ 42,7″ N, 10° 4′ 8″ O                                 | 1850                 | 1,8 ha         | eine Kapelle                                                           | ja: Kriegsgräber | Trägerschaft: Ev.-Luth. Kirchengemeinde Tonndorf; ein Mausoleum | ja                      |
| Friedhof Hinschenfelde                                      | Walddörferstraße 367 Wandsbek 53° 35′ 17,5″ N, 10° 6′ 32,4″ O                           | 1899                 | 2,8 ha         | Kapelle                                                                | ja: 5 Grabstellen | evangelisch | ja                      |
| Friedhof Finkenriek                                         | König-Georg-Deich 24 Wilhelmsburg 53° 28′ 31″ N, 10° 0′ 21,3″ O                         | 1955                 | 20,5 ha        | eine Kapelle                                                           | nein | städtischer Rasenfriedhof | nein                    |
| Friedhof Kirchdorf                                          | Kirchdorfer Straße 170 Wilhelmsburg (OT Kirchdorf) 53° 29′ 14,9″ N, 10° 0′ 57,4″ O      | vermutlich 1388      | 0,6 ha (0,54)  | Kreuzkirche                                                            | nein | evangelisch; um die Kreuzkirche gelegener Kirchhof. | nein                    |
| Friedhof Kirchdorf-Amtshof bzw. Amtshof-Friedhof            | Kirchdorfer Straße 163 Wilhelmsburg (OT Kirchdorf) 53° 29′ 15,5″ N, 10° 1′ 3,2″ O       | 1865                 | 1,5 ha (1,27)  | nein                                                                   | nein | Träger: Bezirksamt Hamburg-Mitte, ursprünglich die Ev. Kreuzkirchengemeinde. Belegen um das ehemalige Amtshaus, heute Museum. | nein                    |
| Friedhof Wilstorf                                           | Am Frankenberg Wilstorf 53° 26′ 14,8″ N, 9° 58′ 55,3″ O                                 | 1874                 | 0,21 ha        | nein                                                                   | nein | evangelisch; Beisetzungen finden nur noch an den Erbbegräbnisstätten statt | nein                    |
| Friedhof Wohldorf                                           | Ole Boomgaarden 2 Wohldorf-Ohlstedt 53° 42′ 28,2″ N, 10° 9′ 21,3″ O                     | 1932                 | 5 ha           | eine Kapelle                                                           | ja (2. WK) | städtisch | nein                    |

## Friedhöfe, die nicht mehr belegt werden
Friedhöfe, die nicht mehr oder nur noch in Ausnahmefällen belegt werden, wobei die Trägerschaft städtisch oder christlich (evangelisch oder katholisch) ist.
| Friedhof (Stadtteil)                                                                               | Lage                                                                              | Eröffnung– Schließung         | Größe                   | Kapelle u. a.                                                     | Kriegsgräber                                                                               | Bemerkungen | Internetseite |
| -------------------------------------------------------------------------------------------------- | --------------------------------------------------------------------------------- | ----------------------------- | ----------------------- | ----------------------------------------------------------------- | ------------------------------------------------------------------------------------------ | --- | ------------- |
| Urnenfriedhof des Feuerbestattungsvereins zu Hamburg                                               | Alsterdorfer Straße 523 Alsterdorf                                                | 1904–1955                     | 1,0 ha                  | ehemalige Sakralbauten                                            | ja (DFK)                                                                                   | Urnenhaine beim sog. „Alten Krematorium“; heute ein kleiner nichtöffentlicher Park auf der Grenze der Stadtteile Alsterdorf und Ohlsdorf. |               |
| Altenwerder Kirchhof                                                                               | Kirchdorfweg Altenwerder 53° 30′ 20,7″ N, 9° 55′ 4″ O                             | um 1600–?                     | 0,8 ha                  | Kirche St. Gertrud                                                | ?                                                                                          | Kirche und Friedhof sind die einzigen Restbestände des in den 1970er Jahren abgebrochenen Dorfes und befinden sich inmitten des Hamburger Hafengebietes. | nein          |
| St.-Pauli-Kirchhof                                                                                 | Antonistraße Altona-Altstadt 53° 32′ 48,9″ N, 9° 57′ 26,3″ O                      | 1680–1813                     | < 0,5 ha                | Kirche St. Pauli                                                  | nein                                                                                       | Einige alte Grabsteine und Grabplatten südlich und östlich der Kirche. Die Kirche St. Pauli gehört aufgrund von kommunalen Gebietsverschiebungen heute nicht mehr zum gleichnamigen Stadtteil, sondern zu Altona-Altstadt.                                          | nein          |
| Ev. Friedhof Norderreihe bzw. "Norderfriedhof"; heute auch: Wohlers Park                           | Bei der Johanniskirche Altona-Altstadt 53° 33′ 29,4″ N, 9° 57′ 11,4″ O            | 1830–1879                     | 4,9 ha                  | nein (zerstört)                                                   | ja, Deutsche Bundestruppen 1864–1866, Militair Gravsted for den tidligere Garnison: Altona | Seit 1977 Umwidmung zum öffentlichen Wohlers Park; einzelne erhaltene Grabmale, alte Allee. | nein          |
| Heilig-Geist-Kirchhof                                                                              | Behnstraße, Struenseestraße Altona-Altstadt 53° 32′ 50,2″ N, 9° 56′ 36,2″ O       | 1741–1878                     | 0,1 ha (verblieb. Rest) | nein (zerstört)                                                   | nein                                                                                       | Heute ein öffentlicher Park; 13 verbliebene Gräber und Stelen befinden sich an der Struenseestraße. | nein          |
| Alter Friedhof Bergedorf am Gojenbergsweg                                                          | Gojenbergsweg Bergedorf 53° 28′ 59″ N, 10° 13′ 27,5″ O                            | 1831–1907 (Entwidmung 1953)   | 2,7 ha                  | nein                                                              | ?                                                                                          | heute eine öffentliche Grünanlage | nein          |
| Kirchhof Bergstedt                                                                                 | Bergstedter Kirchenstraße Bergstedt 53° 40′ 20,5″ N, 10° 7′ 35,7″ O               | 13. Jh.–1865                  | 0,5 ha                  | Bergstedter Kirche                                                | nein                                                                                       | | nein          |
| St.-Jakobi-Friedhof „auf dem Peterskamp“ und „Neuer Hammer Friedhof“                               | Wandsbeker Chaussee, Friedenstraße Eilbek 53° 34′ 0,8″ N, 10° 3′ 14,2″ O          | 1848–1934                     | 6,3 ha                  | Osterkirche                                                       | nein                                                                                       | Ehemalige Friedhöfe von St. Jakobi und der Dreifaltigkeitsgemeinde Hamm; Nutzung bis 1934, Entwidmung 1954. Heute ein öffentlicher Park mit wenigen erhaltenen Grabmalen, darunter die Familiengruft Merck (u. a. Grab von Ernst Merck).                            | ja            |
| Alter Friedhof Finkenwerder                                                                        | Norderkirchenweg Finkenwerder 53° 31′ 41″ N, 9° 51′ 55,1″ O                       | 1844                          | 1,2 ha                  | Kapelle                                                           | ja                                                                                         | städtisch; überdachte Prunkpforte am Eingang, eher spärlich belegter Rasenfriedhof. | nein          |
| Alter Hammer Friedhof                                                                              | Horner Weg Hamm 53° 33′ 21,3″ N, 10° 3′ 25,7″ O                                   | 1693–1894                     |                         | Dreifaltigkeitskirche                                             | nein                                                                                       | 1923 als erste Hamburger Friedhofsanlage unter Denkmalschutz gestellt. Besondere Gräber: Mausoleum der Familie Sieveking (u. a. Amalie Sieveking, Karl Sieveking), ferner Amandus Abendroth, Johann Hinrich Wichern u. a.                                           | laurustico.de |
| Alter Friedhof Harburg                                                                             | Bremer Straße, Baererstraße Harburg 53° 27′ 22,9″ N, 9° 58′ 49,8″ O               | 1828–1994                     | 6 ha                    | St. Johannis                                                      | ja (DFK, 1. WK) Garnisonsfr.                                                               | Öffentlicher Park mit vielen z. T. figürlichen Grabmalen.(Echo-Gräber) | ja            |
| Soldatenfriedhof Harburg (Garnisonsfriedhof)                                                       | Am nordöstlichen Hang des Schwarzenberges Harburg 53° 27′ 55,8″ N, 9° 58′ 19,6″ O | 1657–1870 (Ruhezeit bis 1900) |                         |                                                                   |                                                                                            | Zum Parkgelände umgestaltet, teilweise bebaut; einige Grabmäler aus der 1. Hälfte 18. Jh. erhalten. | nein          |
| Ehemaliger Friedhof Lohbrügge                                                                      | Lohbrügger Kirchstraße Lohbrügge 53° 29′ 53″ N, 10° 12′ 1″ O                      | 1897–1972                     | ?                       | Kirche                                                            | ?                                                                                          | 1997 zum Parkgelände umgestaltet; historische Grabmäler, ein Mausoleum | nein          |
| Gruft in der Hauptkirche Sankt Michaelis                                                           | Englische Planke Neustadt 53° 32′ 54″ N, 9° 58′ 44″ O                             | 1762–1812                     | ?                       | Kirchengruft                                                      | nein                                                                                       | Kein Friedhof, aber dennoch eine ehemalige Begräbnisstätte. 2425 bestattete Personen sind namentlich bekannt, die berühmtesten darunter sind Carl Philipp Emanuel Bach, Johann Mattheson und der Erbauer der Kirche Ernst Georg Sonnin. fof-ohlsdorf.de, hamburg.de | nein          |
| Friedhof der Namenlosen Insel Neuwerk                                                              | Insel Neuwerk 53° 55′ 16″ N, 8° 30′ 2″ O                                          | 1319–?                        | ?                       | nein                                                              | ?                                                                                          | Friedhof für hier angeschwemmte tote Seeleute; letzte Beisetzung im Jahr 1928. | nein          |
| Friedhof der Christianskirche (oder Friedhof Ottensen von 1759)                                    | Klopstockstraße Ottensen 53° 32′ 49″ N, 9° 55′ 58″ O                              | 1537–1929                     | 0,8 ha                  | Christianskirche                                                  | nein                                                                                       | seit 1954 Grünanlage, Grab von Friedrich Gottlieb Klopstock | laurustico.de |
| Alter Friedhof Sinstorf                                                                            | Sinstorfer Kirchweg Sinstorf 53° 25′ 27,7″ N, 9° 58′ 29″ O                        | 9. Jh.–1884                   |                         | Kirche Sinstorf                                                   | ?                                                                                          | Alte Gräber um die Sinstorfer Kirche | nein          |
| Historischer Friedhof Wandsbek an der Christuskirche                                               | Schloßstraße 78 Wandsbek 53° 34′ 23,4″ N, 10° 4′ 18,3″ O                          | 1623–1850                     | 1,8 ha                  | Christuskirche                                                    | nein                                                                                       | Heute ein kleiner, öffentlicher Park mit dem Schimmelmann-Mausoleum, dem Grab von Matthias Claudius, Friedrich Philipp Victor von Moltke, Gedenkplatte Helmuth James Graf von Moltke, Kriegerdenkmal 1870/71.                                                       | nein          |
| Ehemaliger Friedhof Wilhelmsburg Mengestraße (Gemeindefriedhof Wilhelmsburg, Reiherstieg-Friedhof) | Mengestraße Wilhelmsburg 53° 29′ 58,2″ N, 9° 59′ 34,7″ O                          | 1895–1962                     | 3,2 ha                  | Friedhofskapelle St. Nikolaus-Kirche, 1902, Denkmalliste ID 28566 | ja (DFK)                                                                                   | Entwidmet 1988. Parkanlage. Umgestaltung als Geländeteil der IGS 2013, jetzt Wilhelmsburger Inselpark. Gräber teilweise erhalten. | laurustico.de |

## Nicht mehr bestehende Friedhöfe
Friedhöfe, die nicht mehr existieren:
- Begräbnisplatz Hohenfelde: Anstaltsfriedhof des 1823 eröffneten Allgemeinen Krankenhauses St. Georg, genutzt bis zur Eröffnung des Ohlsdorfer Friedhofes, gelegen zwischen der Einmündung des ehemaligen St. Georg-Wall-Grabens in die Außenalster und der Hohenfelder Bucht (heute überbaut durch Straßenkreuzung Sechslingspforte / Schwanenwik)[12]
- Steintorfriedhöfe: eröffnet 1793 (St. Jacobi) bzw. 1803 (St. Georg), stillgelegt 1877/78, 1899 abgerissen für den Bau des Hamburger Hauptbahnhofs (heute Vorplatz des Hamburger Hauptbahnhofs).
- Reformierter Begräbnisplatz St. Georg: bis Mitte des 19. Jahrhunderts genutzter Friedhof für Bewohner Hamburgs und der Hamburger Vorstadtgemeinden an der ehemaligen Großen Allee (heute Adenauerallee Ecke Pulverteich), später verlegt zu den Dammtorfriedhöfen
- Dammtorfriedhöfe: St. Pauli (ehem. Hamburger Berg), Jungiusstraße (Gelände heute überbaut), eröffnet 1794, letzte Beisetzung Anfang des 20. Jh.; die Dammtorfriedhöfe waren Begräbnisplätze der evangelischen Hauptkirchen St. Petri, St. Nikolai, St. Katharinen und St. Michaelis, der Klöster St. Johannis und Maria-Magdalena sowie des „Krankenhofes“ St. Pauli. Auf dem Friedhof Öjendorf befindet sich die Gedenkstätte für die umgebetteten Verstorbenen von den alten Friedhöfen der Stadt Hamburg im Friedhofsbereich 318. Auf dem Messegelände befindet sich die St. Petri Begräbniskapelle von 1795.
- Friedhöfe in Eppendorf: 1. Kirchhof um die St. Johanniskirche für das Kirchspiel Eppendorf seit ihrem Bestehen (erste Erwähnung 1267) bis 1837. Zudem Beisetzungen in der Kirche, die beim Bau eines neuen Fußbodens 1902 geräumt wurden. 2. Neuer Friedhof der St.-Johannis-Kirche von 1837 an der Wegkreuzung Eppendorfer Landstraße 77/Kümmellstraße. Letzte Beisetzung 1904. Das Friedhofsareal wurde zwischenzeitlich entwidmet und im Jahre 1951 mit dem Parkplatz eines Warenhauses überbaut; die Grabstellen umgebettet zum Hauptfriedhof Ohlsdorf.
- Gertrudenkirchhof Hamburg-Altstadt: eröffnet als Pestfriedhof um 1350, letzte Beisetzung 1842
- Kirchhof an der St.-Petri-und-Paul-Kirche in Bergedorf: Gelände heute überbaut, eröffnet vermutlich im 12. Jh., letzte Beisetzung vermutlich 1831, einige Grabplatten erhalten
- Mennonitenfriedhof in Altona. Der 1678 eröffnete erste Friedhof der Mennonitengemeinde zu Hamburg und Altona belegen nördlich der Paul-Roosen-Straße (Große Roosenstraße) und östlich der Lammstraße. Ab Eröffnung des neuen Friedhofes der Gemeinde nur noch für Erbbegräbnisse. 1936 geräumt und verkauft. Knapp 40 Grabplatten auf musealer Anlage innerhalb des neuen Friedhofes in Bahrenfeld erhalten. Alter Friedhof überbaut.

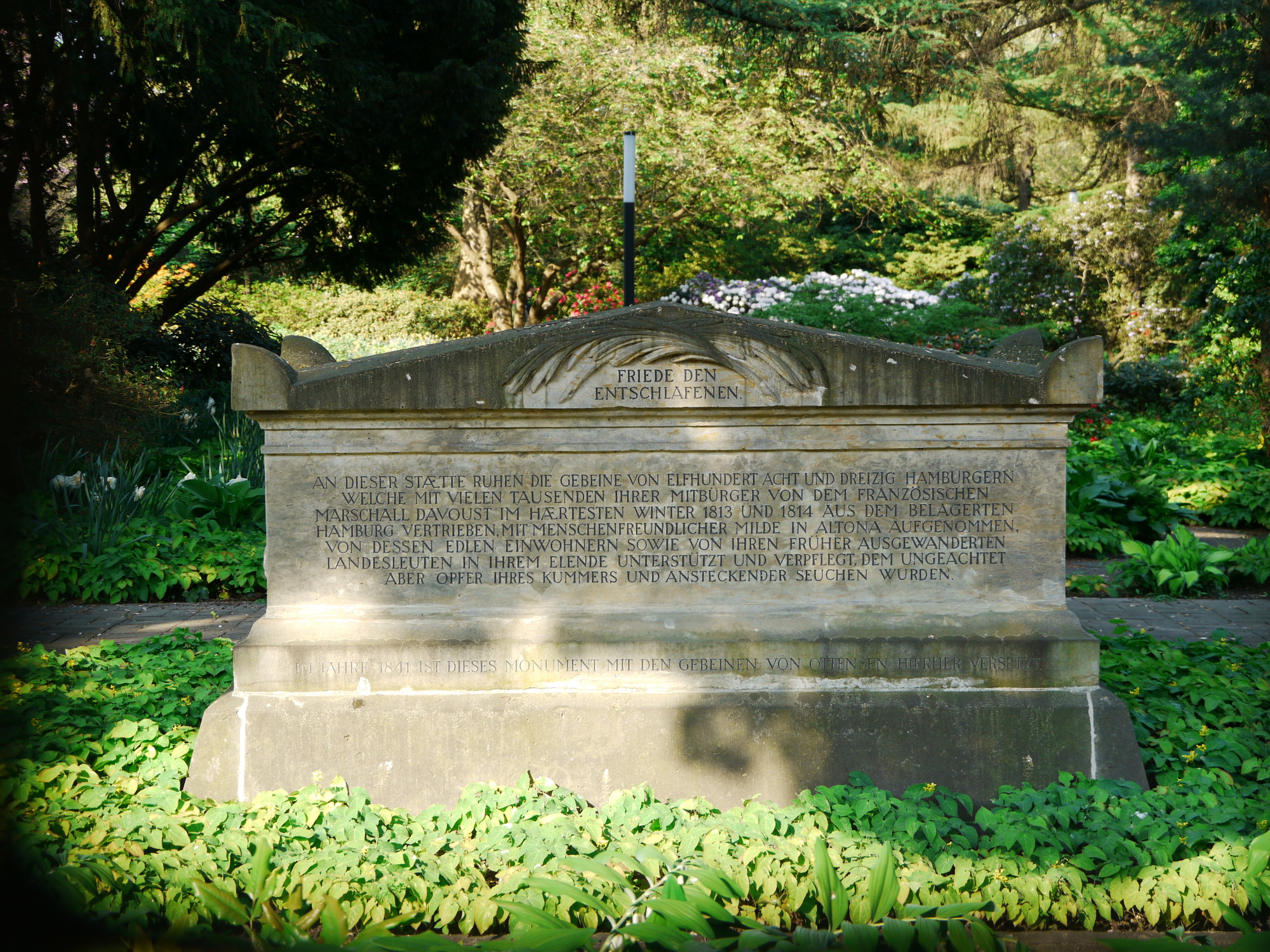
Denkmal für die 1813/14 in Ottensen verstorbenen ausgewiesenen Hamburger Bürger

- Friedhof der ausgewiesenen Hamburger Bürger in Ottensen: im Dezember 1813 angelegter Begräbnisplatz für Bürger der damals zum Französischen Kaiserreich gehörenden Hansestadt, welche sich nicht entsprechend Napoleons I. Erlass ausreichend verproviantieren konnten, deshalb aus Hamburg ausgewiesen wurden und in Altona Aufnahme fanden. Insgesamt 1138 Opfer der Vertreibung wurden in Massengräbern bestattet. Ihre Gebeine wurden 1841 auf den vor dem Dammtor gelegenen Friedhof der Hauptkirche St. Nikolai umgebettet. Das Friedhofsareal befindet sich auf einem Flurstück an den Straßen Große Brunnenstraße Ecke Erdmannstraße und ist heute größtenteils durch Wohnhäuser überbaut. Das 1815 auf dem Friedhof aufgestellte Denkmal in Form eines Sarkophages befindet sich im Park Planten un Blomen.
- Begräbnisplätze Harburg: 1. In und an der St.-Marien-Kirche (anstelle des heutigen Lotsenkanals) vermutlich vom 14. Jh. bis zum Abriss um 1650. 2. In der 1944 zerstörten Dreifaltigkeitskirche (Kirchenbeerdigungen bis 1811, Reste herzöglicher Grabplatten erhalten). 3. Ehemaliger Friedhof am Sand (zwischen den Straßen Sand und Schloßmühlendamm, heute bebaut), angelegt Ende des 16. Jh. (Friedhofskapelle 1645), 1828 geschlossen.
- Begräbnisplätze Wilstorf: 1. in und an der Kirche (Nähe Kapellenweg), die vor der Reformation abgerissen wurde und 2. an der späteren Wilstorfer Kapelle (1814 und 1944–1947 zerstört). 1954 aufgegeben.
- Bahnhofsfriedhof Wilhelmsburg: 0,4271 ha großer Eisenbahnerfriedhof, in Trägerschaft Ev. Kirche St. Raphael (Wilhelmsburg-Bahnhof) und Wilhelmsburger Industriebahn GmbH; heute ein kleiner öffentlicher Park auf dem ehemaligen Betriebsgelände der Wilhelmsburger Industriebahn; Areal der IBA 2013 „Wilhelmsburg Mitte“ / IGS 2013. Im Jahre 1981 fand die letzte Beisetzung statt.[13]

## Jüdische Friedhöfe

### Bestehende jüdische Friedhöfe
In der Freien und Hansestadt Hamburg gibt es mehrere bestehende und bzw. nicht mehr für Beerdigungen genutzte jüdische Friedhöfe, von denen zurzeit einzig der Friedhof Ilandkoppel in Ohlsdorf noch belegt wird.
| Friedhof (Stadtteil)                                              | Lage                                                              | Eröffnung– Schließung | Größe                      | Gebäude u. a.       | Bemerkungen | Internetseite |
| ----------------------------------------------------------------- | ----------------------------------------------------------------- | --------------------- | -------------------------- | ------------------- | --- | ------------- |
| Jüdischer Friedhof Altona                                         | Königstraße Altona-Altstadt 53° 33′ 0″ N, 9° 57′ 0″ O             | 1611–1869             | 1,9 ha                     | Eduard-Duckesz-Haus | Portugiesenfriedhof der Sepharden-Gemeinde und Begräbnisplatz der hochdeutschen (aschkenasischen) Gemeinden Altona, Hamburg und Wandsbek. Unter Denkmalschutz seit 1960. | ja            |
| Jüdischer Friedhof Bahrenfeld                                     | Bornkampsweg Bahrenfeld 53° 34′ 9,9″ N, 9° 54′ 59″ O              | 1873                  | 1,1 ha                     | nein                | Nicht öffentlicher, umzäunter Friedhof. | nein          |
| Jüdischer Friedhof Langenfelde                                    | Försterweg Stellingen-Langenfelde 53° 34′ 41,7″ N, 9° 55′ 46,6″ O | 1883–?                | 1 ha                       | nein                | Nicht öffentlicher, umzäunter Friedhof. | nein          |
| Jüdischer Friedhof Harburg                                        | Schwarzenbergstraße Harburg 53° 27′ 50,9″ N, 9° 58′ 25″ O         | 1690(?)–1935          | 2 ha                       | nein                | | nein          |
| Jüdischer Friedhof Ohlsdorf                                       | Ilandkoppel Ohlsdorf 53° 36′ 52,2″ N, 10° 2′ 22″ O                | 1883                  | 11 ha                      | Trauerhalle         | Keine Verbindung zwischen Hauptfriedhof Ohlsdorf und jüdischem Begräbnisplatz. Einziger Friedhof Hamburgs, auf dem Bestattungen nach jüdischem Ritus stattfinden. Mahnmal für die Opfer des Nationalsozialismus. Beim Friedhofseingang Gräber der gefallenen jüdischen Soldaten des 1. WK. Tote und Grabsteine der zwangsaufgelösten alten jüdischen Friedhöfe. | ja            |
| Jüdischer Friedhof Jenfelder Straße                               | Jenfelder Str. Tonndorf 53° 34′ 40,9″ N, 10° 6′ 36,3″ O           | 1887–1942             | 0,1 ha (verbliebener Rest) | nein                | | ja            |
| Jüdischer Friedhof Wandsbek (auch Jüdischer Friedhof Königsreihe) | Königsreihe Wandsbek 53° 34′ 30,2″ N, 10° 4′ 3″ O                 | 1675–1886             | 0,5 ha                     | nein                | Nicht öffentlicher, umzäunter Friedhof. 1939 geschändet, 1996 restauriert. | ja            |

### Nicht mehr bestehende jüdische Friedhöfe
Ehemalige, heute zum Teil überbaute Friedhöfe:
- Jüdischer Friedhof am Grindel, An der Verbindungsbahn / Ecke Rentzelstraße, eröffnet 1712, letzte Beisetzung 1903.[19]
- Jüdischer Friedhof Ottensen, Ottenser Hauptstraße / Große Rainstraße, eröffnet 1663, letzte Beisetzung 1934.[20]
- Jüdischer Friedhof Neuer Steinweg, Neuer Steinweg, belegt während der Französischen Besetzung 1814, in den 1930er Jahren geräumt.
- Jüdischer Friedhof Bergedorf, als Privatfriedhof 1841 angelegt, 1938 enteignet und geräumt.
- Jüdischer Friedhof Kohlhöfen, Neustadt, belegt von 1627 bis 1653, danach aufgehoben.